# محمد مهروان
محمد مهروان (۱۳۰۵ ـ آبان ۱۳۸۶) نگارگر و طراح تمبرهای ایران در سال ۱۳۰۵ در تهران دیده به جهان گشود. پدرش علی مهروان معمار و طراح بناهای سنتی مساجد و خانه‌های اصیل ایرانی بود. مهروان پس از اتمام تحصیلات ابتدایی توسط یکی از بستگانشان که عشق و علاقه او را به نقاشی متوجه شده بود در سال ۱۳۲۱ شمسی به مدرسه صنایع قدیمه معرفی شده تا بتواند فن نگارگری را به‌طور آکادمیک آموزش ببیند.

## زندگی هنری
در زمان ورود او به مدرسه صنایع قدیمه این کانون بزرگ هنری، به دست حسین طاهرزاده بهزاد طراح فرش و نگارگر نامی ایران اداره می‌شد. او پس از یک امتحان ورودی به شاگردی علی کریمی درآمد و زیر نظر کریمی رمز و راز نگارگری ایرانی را فرا گرفت.

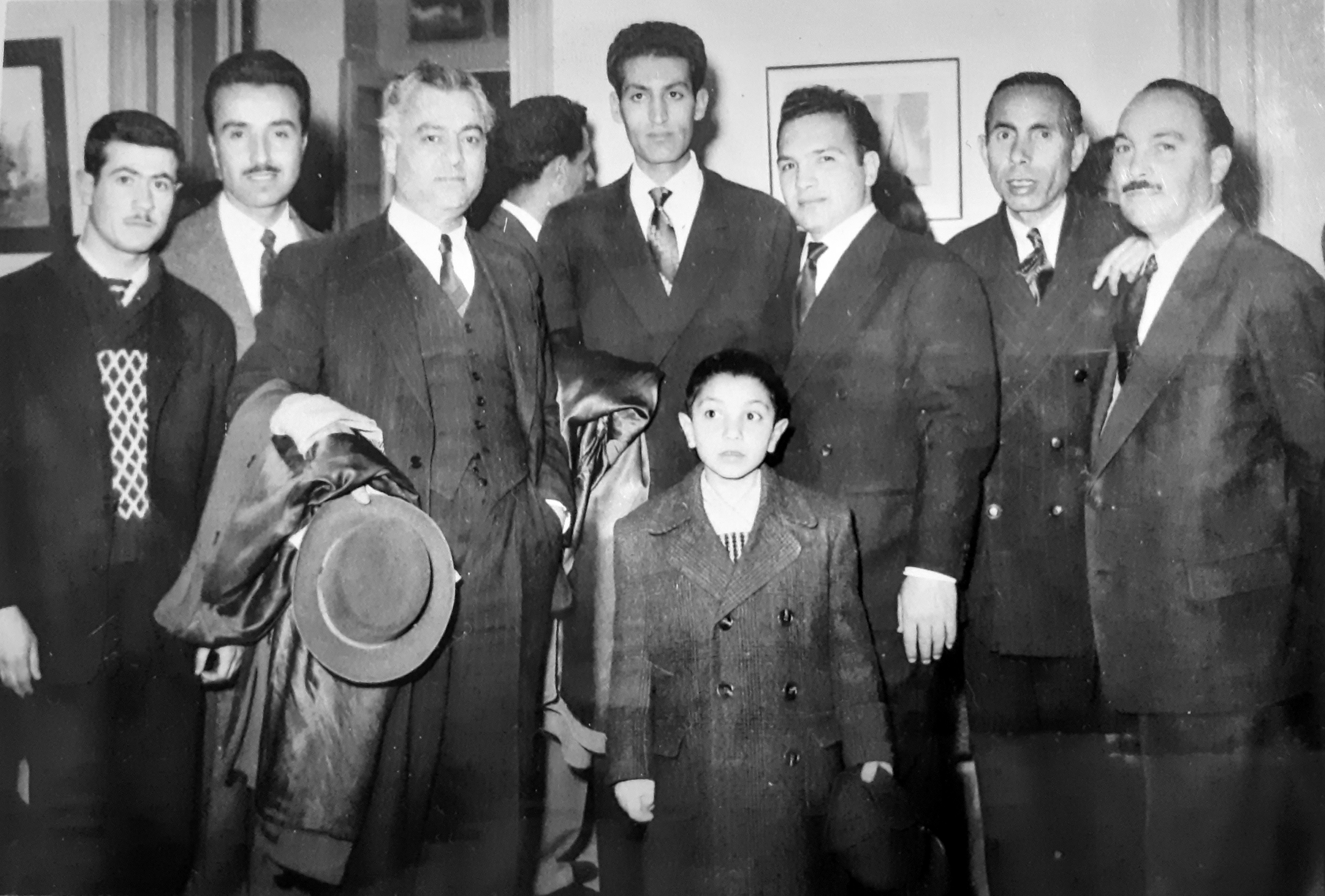
ایستاده در وسط محمد مهروان و سمت چپ علی کریمی

او پس از ورود به مدرسه صنایع قدیمه به تجربه‌اندوزی در کنار استادان بزرگ مدرسه و خلق آثار هنری زیبا پرداخت. به طوری که بعد از مدت کوتاهی کار پرتره‌سازی روی عاج او سبب شد که مورد تحسین و تشویق استادان مدرسه قرار گیرد.
پس از طی چند سال مهروان به سمت استادی مدرسه صنایع قدیمه رسید و شاگردانی چون کنی، پرویز فکری، کلارا آبکار و... را تربیت کرده و تقدیم جامعه هنری نمود. مهروان تا سال ۱۳۳۶ در مدرسه صنایع قدیمه به کار خود ادامه داد و بعد از آن در سال ۱۳۳۸ در چاپخانه دولتی کار خود را شروع کرده و در قسمت تهیه طرح تمبر مشغول به کار شد.
وی دارای گواهینامه درجه یک هنری (دکتری) با امضا و تأیید وزیر ارشاد، نمایندگان وزارت علوم، سازمان برنامه و بودجه و دبیر شورای ارزشیابی هنرمندان کشور در سال ۱۳۶۸ می باشد.

## ورود به دنیای طراحی تمبر

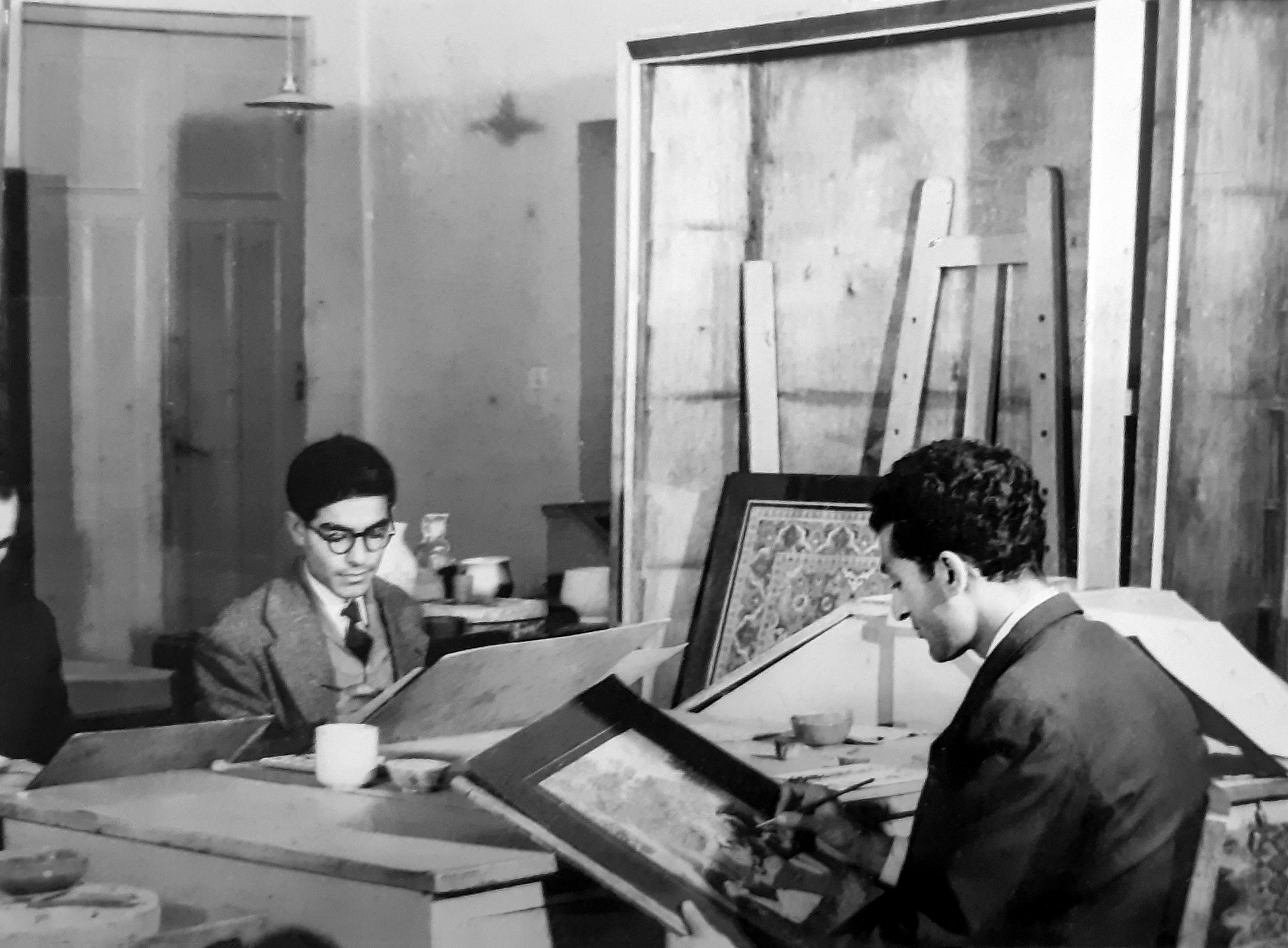
استاد محمد مهروان در حال طراحی و آموزش شاگردان

او در گفت‌وگویی با کیهان فرهنگی درباره‌ی ورودش به دنیای طراحی تمبر گفت: «از آنجا که طراحی تمبر بیش از هر چیز به ظرافت نیاز دارد و من هم این تجربه را در خلال کار مینیاتور آموخته بودم، من را انتخاب کردند و به چاپخانه دولتی ایران فرستادند. این‌که من در آن وقت کار طراحی تمبر را پذیرفتم به دو دلیل بود؛ نخست این‌که از فضای موجود در وزارت فرهنگ و هنر آن زمان آزرده بودم، چون کم‌کم نجابت هنری خود را از دست می‌داد و دیگر این‌که می‌توانستم استعدادم را از این راه در خدمت تمام افراد جامعه قرار دهم، چون تمبر یکی از بهترین و مناسب‌ترین زمینه‌ها برای تبلیغات فرهنگی، اقتصادی و اجتماعی است.»

## تمبر
از مهروان طراح بزرگ تمبر ایران، تمبرهای زیبایی  برجای مانده‌است. او این طرح‌ها را به مناسبت‌های مختلف از شخصیت‌ها، روزهای خاص، بزرگداشت‌ها و... طراحی نمود. طرح‌های تمبر او در موزه پست ایران، موزه ملی ملک، موزه آستان قدس رضوی و... نگهداری می‌شود .
مهروان در سال ۱۳۶۷ از خدمات دولتی بازنشسته شد. وی یکی از اعضای شورای تمبر کشور بود و در این راستا به طراحی تمبر ادامه داد و در کنار آن به خلق آثار مینیاتور (پرتره‌سازی) پرداخت و شاگردان بسیاری در طراحی تمبر تربیت کرد. محمد صنعتی از شاگردان به نام او است.

## چهره ماندگار
محمد مهروان در اولین دوره‌ی چهره‌های ماندگار به عنوان چهره‌ی ماندگار برگزیده شد و تا سال ۱۳۸۴ تمبرهای مراسم چهره‌های ماندگار را خود طراحی کرد . محمد مهروان در ۱۷ آبان ماه ۱۳۸۶ در سن ۸۱ سالگی درگذشت.

## آثار
مینیاتور، تمبرها و آثار هنری او حدود ۴هزار اثر هنری می باشد که بخشی از آن ها در موزه پست ایران، موزه ملی ملک، موزه هنرهای ملی ایران، موزه آستان قدس رضوی و... نگهداری می‌شود .